# Якимов, Михаил Иванович
Михаи́л Ива́нович Яки́мов (14 января 1929, Мурзанаево, Мари-Турекский кантон, Марийская автономная область, РСФСР, СССР ― 26 октября 1996, Йошкар-Ола, Марий Эл, Россия) — советский марийский поэт, переводчик, журналист, редактор, член Союза писателей СССР с 1956 года. Заместитель главного редактора журнала «Ончыко» (1983―1989). Участник Недели марийской поэзии в Москве (1956). Член КПСС.

## Биография
Родился 14 января 1929 года в дер. Мурзанаево ныне Параньгинского района Марий Эл. Учился в Мурзанаевской начальной и Куракинской средней школах Марийской АССР.
Работать начал сразу после войны, с 1946 года заведовал местной библиотекой, работал счетоводом в колхозе, одновременно возглавлял сельскую комсомольскую организацию.
В 1953 году окончил историко-филологический факультет Марийского педагогического института имени Н. К. Крупской.
С 1953 года работал редактором в радиокомитете Марийской АССР, был сотрудником редакций газет «Марий коммуна» и «Рвезе коммунист». В 1971 году стал редактором отдела поэзии, а с 1983 года вплоть до выхода на пенсию — заместителем главного редактора журнала «Ончыко».
Ушёл из жизни 26 октября 1996 года в Йошкар-Оле.

## Литературная деятельность
В 1949 году первое его стихотворение было опубликовано в газете «Ямде лий». В 1953 году в Маргосиздате вышел первый сборник стихов «Волгыдо рвезылык» («Светлая молодость»).
Автор сборников стихотворений «Йӧратыме жапем» («Любимое время»), «Шочмо велын мурыжо» («Песни родного края») и повести в стихах «Марий пеледыш» («Цветок земли марийской»). Многие стихи поэта включались в школьные хрестоматии.
В 1956 году стал участником III Всесоюзного совещания молодых писателей и по рекомендации руководителей семинара в том же году был принят в Союз писателей СССР.
На многие тексты поэта марийскими композиторами написаны песни. В 1963 году вместе с Г. Матюковским и Й. Осмином стал одним из авторов либретто первой марийской оперы Э. Сапаева «Акпатыр».
Пробовал свои силы и в сатирической поэзии. Им написаны и опубликованы многочисленные юмористические стихи и дружеские шаржи на коллег-писателей под псевдонимом К. Имов.
В 1970―1980-е годы был учителем-наставником для молодых марийских поэтов. На семинарах-совещаниях молодых писателей Марийской АССР «Литературная осень» руководил поэтической секцией. Впоследствии многие его ученики стали ведущими поэтами Марий Эл.
Известен и как переводчик. Перевёл на марийский язык произведения А. Пушкина, М. Исаковского, М. Светлова, К. Симонова, А. Твардовского, многих известных финно-угорских и тюркских поэтов. Его стихи переведены на русский, украинский, чувашский, мордовский и другие языки.
За активную общественную и литературную деятельность награждён медалями, а также почётными грамотами ЦК ВЛКСМ и Президиума Верховного Совета Марийской АССР (дважды).

## Основные произведения
Далее представлен список основных произведений М. Якимова на марийском и в переводе на русский язык:

## На марийском языке
- Волгыдо рвезылык: почеламут-влак [Светлая молодость: стихи]. ― Йошкар-Ола, 1953. ― 84 с.
- Йӧратыме жапем: почеламут-влак [Любимое время: стихи]. ― Йошкар-Ола, 1956. ― 92 с.
- Шочмо велын мурыжо: почеламут-влак [Песни родного края: стихи]. ― Йошкар-Ола, 1961. ― 68 с.
- Марий пеледыш: повесть [Цветок земли марийской]. ― Йошкар-Ола, 1963. ― 104 с.
- Лышташ велеш: ойлымаш-влак [Листья падают: рассказы]. ― Йошкар-Ола, 1964. ― 64 с.
- Тыныс толкын: почеламут сборник [На мирной волне: сборник стихов]. Йошкар-Ола, 1968. ― 92 с.
- Шольым ден шӱжаремлан: почеламут кнага [Братьям и сестрам: книга стихов]. ― Йошкар-Ола, 1971. ― 56 с.
- Шыже шонанпыл: почеламут-влак [Осенняя радуга: стихи]. ― Йошкар-Ола, 1976. ― 128 с.
- Элем пелен: поэма ден почеламут-влак [С родиной в сердце: поэма и стихи]. ― Йошкар-Ола, 1980. ― 152 с.
- Чылалан эн лишыл: почеламут ден поэма-влак [Близкий всем: стихи и поэмы]. ― Йошкар-Ола, 1985. ― 116 с.
- Куд лышташ: почеламут-вак. [Листья жизни: стихи]. ― Йошкар-Ола, 1989. ― 160 с.

## В переводе на русский язык
- Подсолнух; Я по саду иду к Боровицким воротам...; Если возле станковой картины ты...; Знаю: год не вернешь...: стихи / пер. С. Поделкова, Г. Горностаева, А. Коренева // Марийская поэзия. ― М., 1960. ― С. 305—311.
- Инспектор приехал: стихи / пер. И. Лебедовской // Всегда вместе. ― М., 1972. ― С. 175—177.
- Если возле станковой картины ты...: стихи / пер. С. Поделкова // Песнь любви. ― М., 1972. ― С. 132.
- Подсолнух; Если возле станковой картины ты...: стихи // Поделков С. Созвездие: книга переводов. ― М., 1982. ― С. 29—30.
- Инспектор приехал; Если возле станковой картины ты...; Не стирают годы; То не чарки...; Тихо яблоко...: стихи / пер. В. Кострова, С. Поделкова, А. Казакова, В. Матвеева, А. Смольникова // Соловьиный родник. ― Йошкар-Ола, 1984. ― С. 213—220.
- Прощание с матерью: стихи / пер. В. Панова // Братство песенных сердец. ― Йошкар-Ола, 1990. ― С. 72—73.

## Награды
- Медаль «За доблестный труд в Великой Отечественной войне 1941—1945 гг.»[4]
- Медаль «За доблестный труд. В ознаменование 100-летия со дня рождения Владимира Ильича Ленина»[4]
- Почётная грамота ЦК ВЛКСМ — за активную работу по воспитанию советской молодёжи[2][3]
- Почётная грамота Президиума Верховного Совета Марийской АССР (1963, 1979)[5][2][3][6].

## Память
- В 2009 году, к 90-летию со дня рождения поэта, в с. Куракино Параньгинского района Марий Эл была открыта мемориальная доска[6].
- 3 октября 2019 года на родине М. Якимова, в д. Мурзанаево Параньгинского района Марий Эл состоялось открытие памятного обелиска поэту. На гранитной плите изображён портрет поэта и начертано четверостишие из его стихотворения, посвящённого родной деревне[4][7][8].